# Structură metalică
În construcții, structura de metal se referă la o schelă de rezistență pentru susținerea unei clădiri sau a unui corp de construcții. Casele, clădirile, halele pot fi construite pe structuri metalice.